# 60 TCN
Năm 60 TCN là một năm trong lịch Julius. 